# Jodhpur
Jodhpur ([ˈd͡ʒoːd̪ʱpʊr]ⓘ en hindi: जोधपुर) es la segunda ciudad más grande del estado de Rajastán, al noroeste de la India. Situada en el desierto de Thar.
Destino turístico popular por sus numerosos palacios, fuertes y templos. Se la conoce como la ciudad azul por el color con el que se pintan las casas bajo la fortaleza de Mehrangarh. En un principio eran casas de brahmanes, aunque muy pronto el color fue adoptado por las otras castas porque se decía que ahuyentaba al calor y a los mosquitos. Actualmente las nuevas construcciones se siguen pintando de color azul por motivos turísticos.

## Clima
El clima es en general caluroso y seco, pero con una estación de lluvias entre finales de junio y septiembre. Aunque la precipitación media anual son 360 mm, es muy variable. En el año de hambruna de 1899, solo cayeron en Jodhpur 24 mm, mientras en el año de inundaciones de 1917 recibió 1178 mm.
La temperatura es muy elevada en el periodo entre marzo y octubre, excepto cuando las lluvias monzónicas cubren el cielo de nubes. Durante estos periodos, la humedad es sin embargo mucho más alta.

## Historia
Jodhpur fue fundada por 1459 por Rao Jodha, un jefe Rajput del clan Rathore. Rao Jhoda conquistó el territorio vecino fundando así un estado conocido como Marwar. La ciudad estaba localizada en la estratégica carretera que unía Delhi con Guyarat, lo que le permitió beneficiarse del floreciente tráfico de opio, cobre, seda, dátiles y café. 
Jodhpur fue después un feudo del Imperio Mogol, manteniendo sin embargo cierta autonomía. Aurangzeb la conquistó brevemente en torno a 1679, aunque a su muerte volvió a sus anteriores gobernantes. Cuando el Imperio Mogol entró en su declive a partir de 1707, una serie de luchas internas en Marwar desembocó en la intervención de los marathas, que pasaron a ocupar el lugar de los mugales en la región. Tras 50 años de guerras, el estado formó una alianza con el imperio británico en 1818.

## Galería

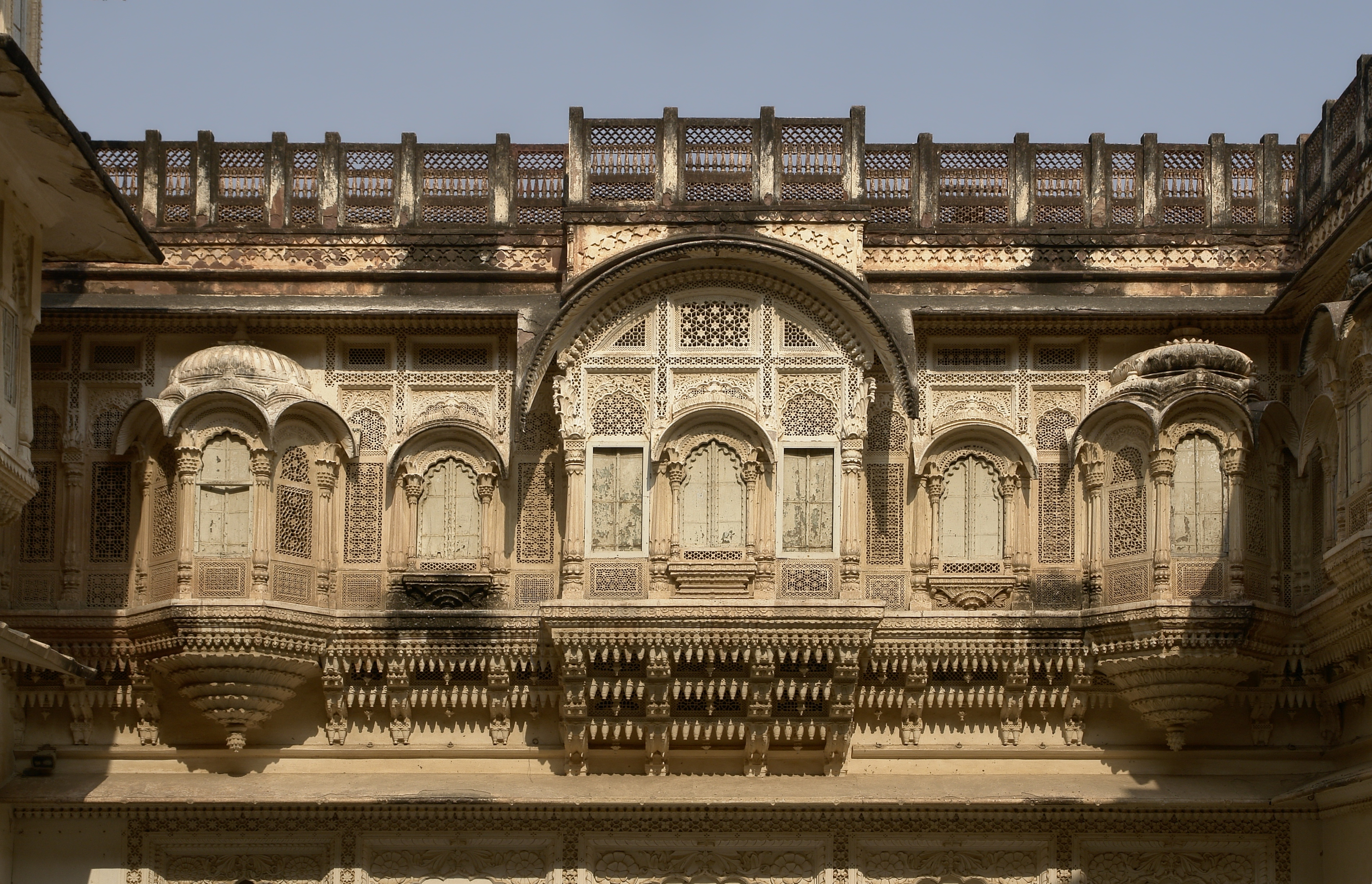
Fuerte Mehrangarh